# Mesovelia hambletoni
Mesovelia hambletoni är en insektsart som beskrevs av Drake och Harris 1945. Mesovelia hambletoni ingår i släktet Mesovelia och familjen vattenspringare. Inga underarter finns listade i Catalogue of Life.